# Camí de les Serres (Aramunt)
El Camí de les Serres és un camí rural del terme municipal de Conca de Dalt (a l'antic terme d'Aramunt), al Pallars Jussà.
Arrenca de la Carretera d'Aramunt a l'extrem sud-oest del Serrat de Narçà, a ponent de Coma-raent i mena en 600 metres al centre de la partida de Les Serres. Corre paral·lel per la dreta, i a una certa distància, del barranc de Sant Pou.